# Kopasz Tamás
Kopasz Tamás (Szeged, 1958. július 26. –) magyar Munkácsy Mihály-díjas festő-, szobrász- és grafikusművész.

## Életútja, munkássága
Felsőfokú tanulmányokat a Magyar Képzőművészeti Főiskolán folytatott 1977-1981 közt.
1987-90-ben Derkovits Gyula képzőművészeti ösztöndíjban részesült, majd amerikai ösztöndíjat kapott Pollock-Krasner alapítványtól 1989-90-ben. 1993-ban alapította a Mű-Terem Kiállítót, itt működött 1999-ig, közben 1994-2009-ig a Ferenczy István Vizuális Műhely vezető tanára. Nyaranként a Zebegényi Szabadiskolában tanított festészetet 1998 és 2005 közt. 2000 és 2011 közt mintázást oktatott a Győri Tánc- és Képzőművészeti Általános, Szakgimnáziumban. 2009 óta az egri Eszterházy Károly Egyetem docense. 2019-től a Vizuális Művészeti Intézet Képzőművészeti Tanszékén, tanszékvezető egyetemi docens. 2020-től 2021-ig a Vizuális Művészeti Intézet Igazgatója. 2021-től a Képzőművészeti és Művészetelméleti Intézet igazgatója, 2025-től a Képzőművészeti Intézet igazgatója.
A képzőművészet mellett a zene is érdekelte már az 1980-as évek elejétől, alapító tagja a Fineartsmusic (Árvai György-K.T.) kortárszenei együttesnek, és a Tapasztalt Ecsetek (2010-2018) formációnak. Egyik létrehozója és szervezője az aUTONÓM zÓNA elektronikus zenei fesztiváloknak.
Kopasz Tamás képzőművészeti munkásságáról így szól Beke László művészettörténész:
„Kopasz Tamás képeit először le kell írni. El kell róluk mondani, hogy milyen színűek, milyen foltok, milyen vonalak, milyen ecsetvonások vannak rajtuk, ezek hol és milyen irányban helyezkednek el (többnyire zűrzavaros gubancokat, kusza fonadékokat alkotva). Ez a leírás a végtelenségig folytatható, de előbb-utóbb mégis kiürül. Aktualitását veszti. Ekkor azonban észre kell vennünk, hogy a mű a saját keletkezéséről beszél, vagyis arról, hogy milyen emberi mozgások lenyomataként jött létre. Pontosan rekonstruálható e gesztusok és műveletek nagy többsége, de arról, hogy mit érzett az alkotás közben a művész, és milyen érzelmeket, indulatokat vált most ki belőlünk, történészként nem tartjuk jogosnak elárulni. Magánügy. Helyénvalónak érezzük ugyanakkor, ha egy pályatárs, a Győrben élő Tolnay Imre szinte extatikus sorokat ír le róla: »a Szerelmes képek túlfűtött lelkiállapotról, robbanó belső feszültségről tanúskodnak és egyben az anyaggal való küzdelem lenyomatai is. Rituális falak ezek, átélt események szenvedéses-szenvedélyes nyomai, erős ösztönös, irracionális töltéssel. Míg imént említett sorozata – durva felületei, véletlenszerű, dekomponált részletei, szabadon csapongó gesztusai – egy romlott világ megtestesülésének tekinthetők, addig az Aranykor ciklusnál egyensúlyba kerülnek a véletlenszerű és tudatosan alakított minőségek. Az Aranykor egyszerre idézi fel a vad társadalmak ’primitív’ tisztaságát és a civilizált ember Árkádia iránti vonzalmát, amit Poussin óta Gauguintól Rodinig oly sokan éreztek (...) Megidézi, átértékeli, megújítja, újjászüli a re-naissance kor egyik műfaját, a portrét. Ezzel ugyanakkor firtatni kezdi az emberhez, a testhez, a szellemhez – így az emberfelettihez, az anyaghoz, a teremtéshez való viszonyt is. Az arc mögötti világot kutatja, s ehhez a festészeti vagy szobrászati matéria mögé nyúl. Facsarja a festék-húst, térbecsavarja a vasat, gyúrja, patinázza, égeti a gipszet. Kopasz művei a művészet ősi, írásbeliség előtti rituális korának beavatási kellékei, de mindig frissek, megújulást hordozók és személyesek.«”

## Egyéni kiállításai (válogatás)
- 1983 Szegedi Ifjúsági Ház, Szeged

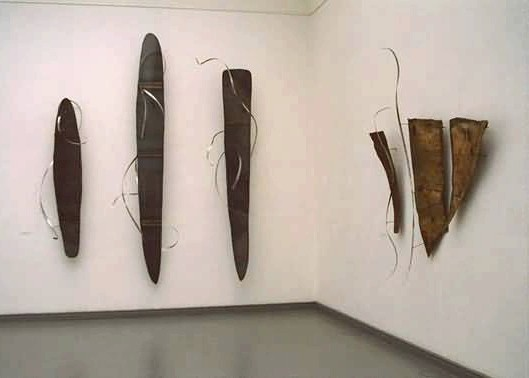
Fém-Jelzés (Műcsarnok, 1999)

- 1985 A menyasszony panaszai, Budapest, Fiatal Művészek Klubja
- 1986 Részletek az Aranykorból, Budapest, Stúdió Galéria
- 1986 Részletek az Aranykorból, Szentendre, Vajda Lajos Stúdió Pincegaléria
- 1987 Akvarellek, grafikák, Nyugat-Berlin, Babilónia Nyelviskola, (Nyugat-Németország)
- 1988 Badacsonytomaj, Pandora Galéria
- 1992 Papírképek, Székesfehérvár, Művelődési Központ
- 1992 Vác, Görög Templom Kiállítóterem
- 1994 Papírképek, Budapest, Roczkov Galéria
- 1995 Budapest, Roczkov Galéria
- 1995 Papírképek, Szeged, Impala Ház
- 1995 Budapest, Duna Galéria
- 1996 Worpswede, Városi Galéria, (Németország), (Gaál Tamással)
- 1997 Budapest, Pandora Galéria
- 1998 Papírképek, Szeged, Ifjúsági Ház
- 1998 Három Hold, Budapest, MAMŰ Pincegaléria
- 1999 Négypuhaujjbegy, levelek G.-nek, Vác, Arcus Galéria
- 1999 Már és Még, Balassagyarmat, Művelődési Központ
- 1999 Befejezetlen sorozatok, Budapest, Mű-Terem Kiállító
- 1999 Titánfolyam, Pécs, Pécsi Galéria (Szurcsik Józseffel)
- 1999 Magángyűjtemény, Budapest, Kós Károly Terem, (Bálint Ádámmal)
- 2000 Befejezhetetlen sorozatok, Budapest, Újlipótvárosi Klub-Galéria
- 2000 idézőjelben, Budapest, Erlin Galéria
- 2000 …révület…, Budapest, Godot Galéria
- 2002 …reneszánsz…I, Budapest, Godot Galéria
- 2002 …reneszánsz…II, Budapest, Meander Galéria
- 2002 Zalaegerszeg, Altamira Galéria, (Drabik Istvánnal és Gaál Józseffel)
- 2002 Fragmentumok, Győr, Petőfi Sándor Művelődési Ház, a Mediawave keretében, (Tolnay Imrével)
- 2003 …reneszánsz…I-II. (festmények, szobrok) Győr, Váczy Péter Gyűjtemény
- 2004 …reneszánsz…I-II, (festmények) Párkány/Sturovo, Városi Galéria, (Szlovákia)
- 2004 Papírképek 1994-2004, Budapest, Raiffeisen Galéria
- 2004 A meditáció helye, Budapest, Várnegyed Galéria, (Gaál Józseffel)
- 2006 Távol, Budapest, Missionart Galéria
- 2006 Grafikák, nyomatok, Budapest, Galéria IX., (Tolnay Imrével)
- 2007 Dunaszerdahely, Art-Ma Galéria, (Tolnay Imrével)
- 2007 Budapest, Visual Art Grand Szoborgaléria, Best Western Hungaria Hotel
- 2007 Barokk, Budapest, Inda Galéria
- 2008 Szentendre, Rodin Galéria
- 2009 Válogatás a Barokk c. sorozatból, Budapest, Art 9 Galéria
- 2009 Dialógus, párbeszéd a szobrászat nyelvén, Budapest, Ráday Képesház, (Sibylle Burrer-rel)
- 2011 Válogatás, Balatongyörök, Bertha Bulcsu Művelődési Ház
- 2012 Terra, Eger, Templom Galéria
- 2013 Zenit, Veszprém, Csikász Galéria
- 2014 Válogatás, Budapest, Flux galéria
- 2015 1993/2015 Gaál József, Kopasz Tamás és Szurcsik József kiállítása, Miskolc, Herman Ottó Múzeum, Miskolci Galéria
- 2016 MU, Budapest, Ateliers Pro Arts Art Center / A.P.A.Galéria
- 2017 Zuhanás, Debrecen, Sesztina Galéria
- 2018 Hangzatok, Kazincbarcika, Kolorlab Innovációs Központ

## Művei közgyűjteményekben
- Békéscsabai Könyvtár, Békéscsaba

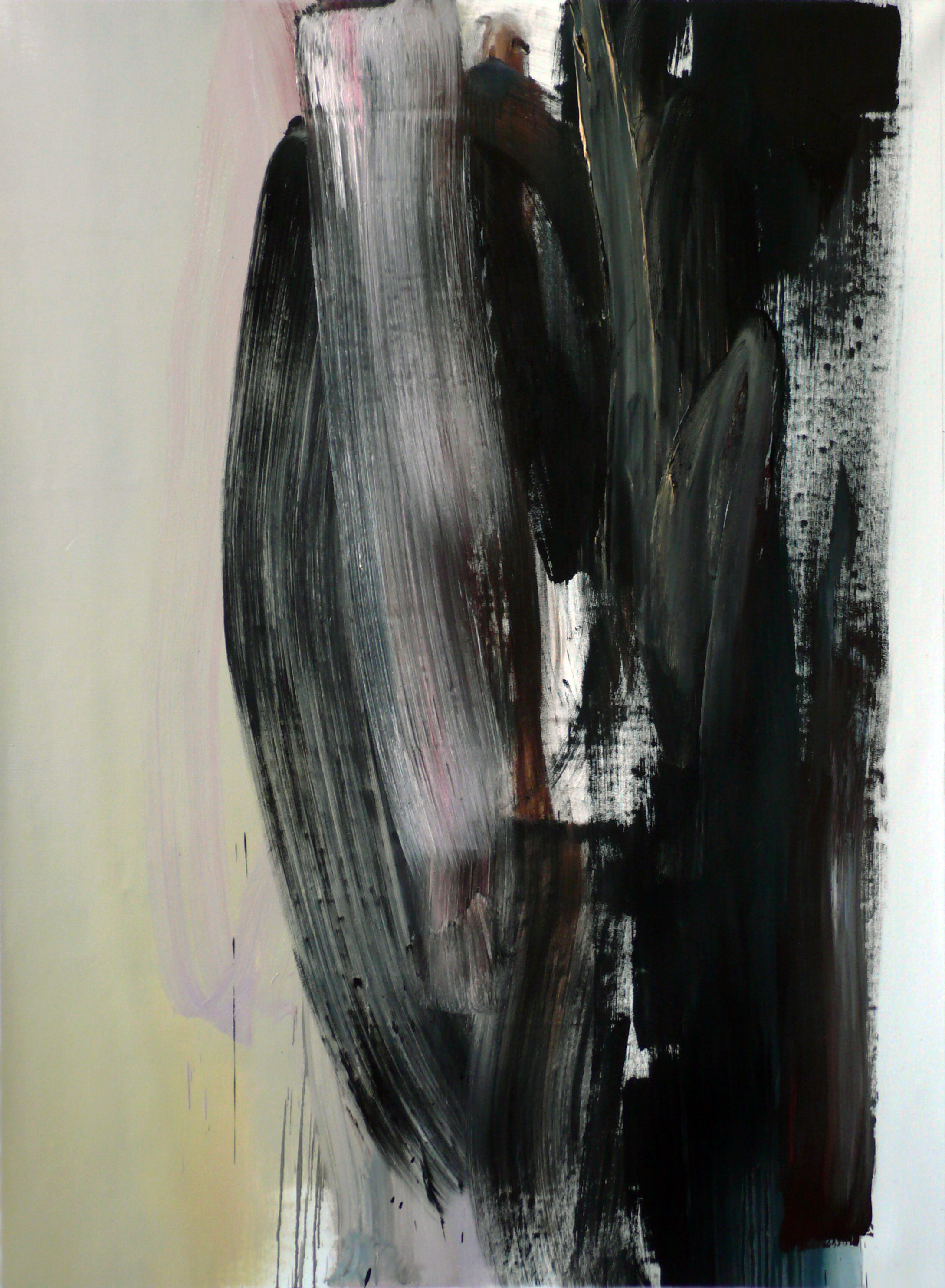
Kopasz Tamás, J.S.Bach, Epiphany Mass, BWV 611 No.5, 2007
[http://www.kopasztamas.hu/J.S.Bach,Epiphany%20Mass,BWV611.html a sorozat további képei

- Magyar Nemzeti Galéria, Budapest,
- Szombathelyi Képtár, Szombathely
- Polgármesteri Hivatal, Nagykőrös
- Modern Múzeum, Szczecin
- Polgármesteri Hivatal, München
- Stúdió Archívum, Fiatal Képzőművészek Stúdiója Egyesület
- Modern képtár, Paks
- Art-Ma Alapítvány, Dunaújváros
- Városi gyűjtemény, Salzburg
- Városi gyűjtemény, Kisújszállás
- Szövetségi gyűjtemény, Turku (Finnország)
- Ferenczy Múzeum, Szentendre
- Városi Gyűjtemény, Tatabánya
- Tragor Ignác Múzeum, Vác
- Városi Képtár, Győr
- Sturovo/Párkány, (Szlovákia) Városi Gyűjtemény
- Szombathely, Szombathelyi Képtár
- Budapest, Magyar Köztársaság Külügyminisztériuma
- Kecskemét, K-ARTS KÉSZ Művészeti Gyűjtemény
- Olaszliszka, Kossuth Ház
- Veszprém, Európa Szoborpark II., Művészeti Műhely Alapítvány
- Gyergyószárhegy, (Románia) Gyergyószárhegyi Nemzetközi Művésztelep Gyűjteménye
- Mosonmagyaróvár, Hansági Múzeum
- Mati-Manas Collection, Jaipur, (India)
- GébArt Zalaegerszegi Nemzetközi Művésztelep gyűjteménye
- 53Art Museum gyűjteménye, Guangzhou, (Kína)
- Dunart.com Nemzetközi Művésztelep gyűjteménye, Somorja (Szlovákia)

## Közösségi megbízásra és magán megrendelésre készített művek
- 2003 Crossroad Project, Győr, Pozsony, Graz, bronz, dombormű 30x30 cm
- 2005 Győr, Gyárváros, Puskás Tivadar utca, Emlékmű (Gyárvárosi reneszánsz) – acél, bronz, 160x90x90 cm
- 2007 Baja, Eötvös József Főiskola, Szegedi út 2. Térgesztusok I.-II. – színezett acél, 1200x150x100cm, 450x150x140 cm
- 2009 Budapest III. Kunigunda utca, MTV-székház, Csodabokor – festett acél, 320x240x200 cm

## Díjak, elismerések
- 1987–90 Derkovits Gyula képzőművészeti ösztöndíj
- 1989–90 The Pollock–Krasner Foundation (New York) munkaösztöndíja
- 1990 Barcsay-díj
- 1990 Villa Waldberta-ösztöndíj, München (Feldafing)
- 1993 Salzburg város ösztöndíja
- 1995–96 Atelierhaus Worpswede (Németország), DAAD-ösztöndíj
- 2000 Munkácsy Mihály-díj
- 2003 Frankfurt város ösztöndíja
- 2005 Hungart ösztöndíj
- 2006 a Római Magyar Akadémia ösztöndíja
- 2015 33.Salgótarjáni Tavaszi Tárlat, Salgótarján Megyei Jogú Város nagydíja
- 2015 A Műút c. irodalmi, művészeti és kritikai folyóirat képzőművészeti nívódíja
- 2024 A Magyar Festészet Napja, Középgeneráció díja